# Karen Young (Schauspielerin)

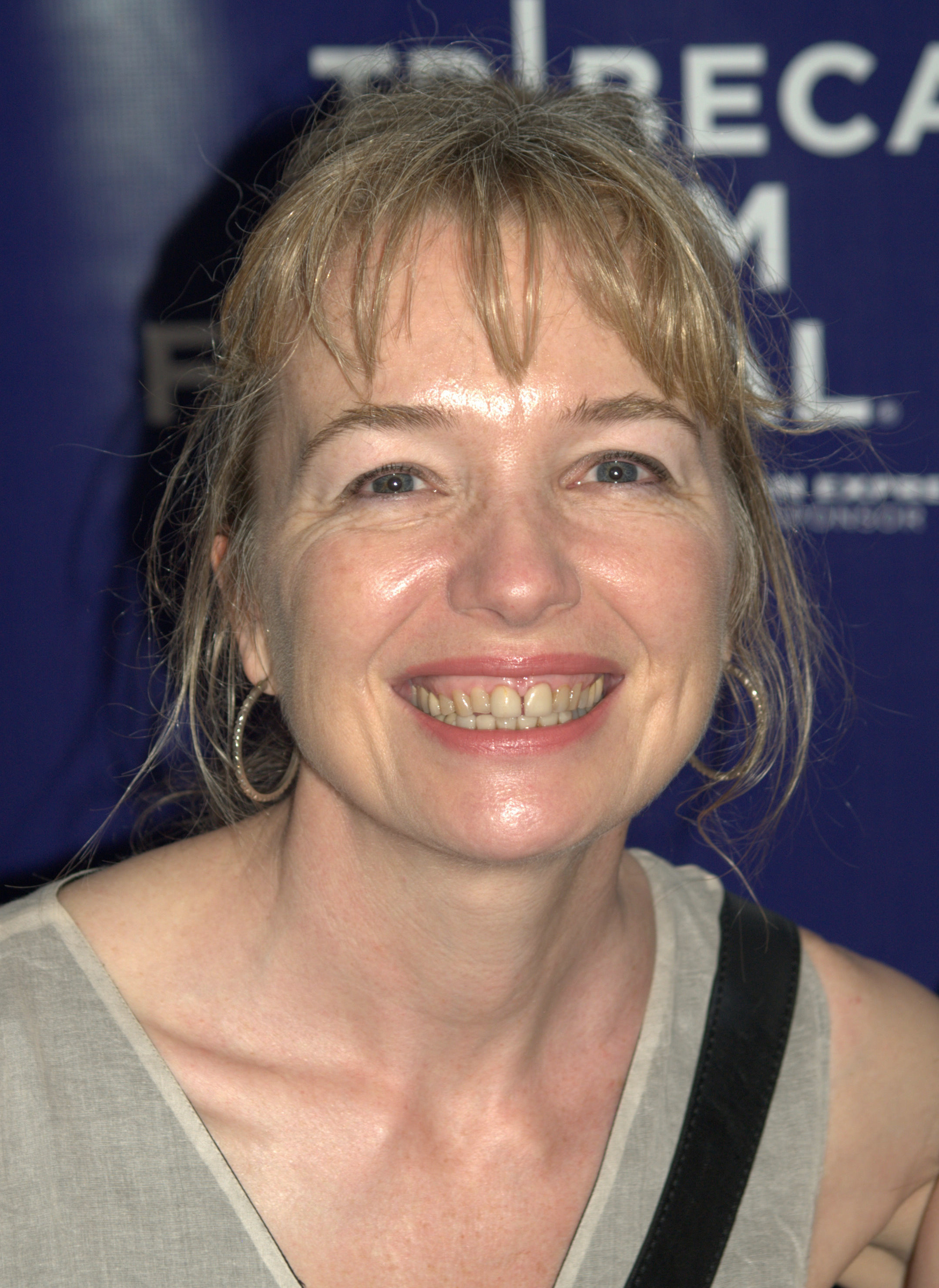
Karen Young (2009)

Karen Young (* 29. September 1958 in Pequannock, New Jersey, USA) ist eine US-amerikanische Schauspielerin.

## Leben
Young besuchte die Rutgers University. Sie hat fünf jüngere Geschwister. Um zu schauspielern zog sie in die Stadt New York. Im Theater trat sie im Stück A Lie of the Mind von Sam Shepard auf. Ihr Kinodebüt gab sie im Actiondrama Handgun – Der Waffennarr (1983), in dem sie die Hauptrolle innehatte.
Im Laufe ihrer Berufslaufbahn verkörperte Young über dreißig Rollen, unter anderem im Antikriegsfilm Birdy (1984) von Alan Parker mit Matthew Modine und Nicolas Cage, in 9 1/2 Wochen (1986) von Adrian Lyne mit Mickey Rourke und Kim Basinger, im Thriller Der Frauenmörder (1988) von Martin Campbell mit Gary Oldman und Kevin Bacon und im Actionfilm Daylight (1996) von Rob Cohen mit Sylvester Stallone. Bei den Kurzfilmen A Blink of Paradise (1992) und The Pesky Suitor (1995) wirkte sie als Regisseurin, Drehbuchautorin und Produzentin mit. Im Psychothriller Mercy – Die dunkle Seite der Lust (2000) von Damian Harris mit Ellen Barkin und Peta Wilson stellte Young zugleich Opfer und Täterin dar. Zwischen 2002 und 2006 war sie in einigen Folgen der Fernsehserie Die Sopranos zu sehen.
Karen Young war einige Zeit mit dem Schauspieler Tom Noonan verheiratet und hat zwei Kinder.

## Filmografie (Auswahl)
- 1983: Handgun – Der Waffennarr (Handgun)
- 1984: Birdy
- 1986: 9½ Wochen (Nine 1/2 Weeks)
- 1987: Der weiße Hai 4 – Die Abrechnung (Jaws: The Revenge)
- 1988: Der Frauenmörder (Criminal Law)
- 1988: Das Kuckucksei (Torch Song Trilogy)
- 1991: Zur Hölle, Mrs. Love (The Boy Who Cried Bitch)
- 1996: Daylight
- 2000: Mercy – Die dunkle Seite der Lust (Mercy)
- 2001: Criminal Intent – Verbrechen im Visier (Criminal Intent, Fernsehserie, Folge 1x05)
- 2002–2006: Die Sopranos (The Sopranos, Fernsehserie, 10 Folgen)
- 2005: Factotum
- 2005: In den Süden (Vers le sud)
- 2008: Rastlos (Restless)
- 2008: Bonne année
- 2009: Handsome Harry
- 2010: Two Gates of Sleep
- 2010: Twelve Thirty
- 2010: Betty Anne Waters
- 2011: The Green
- 2011: Warrior Woman
- 2011: The Orphan Killer
- 2012: The Sumo Wrestler